# Anschlag (Waffe)

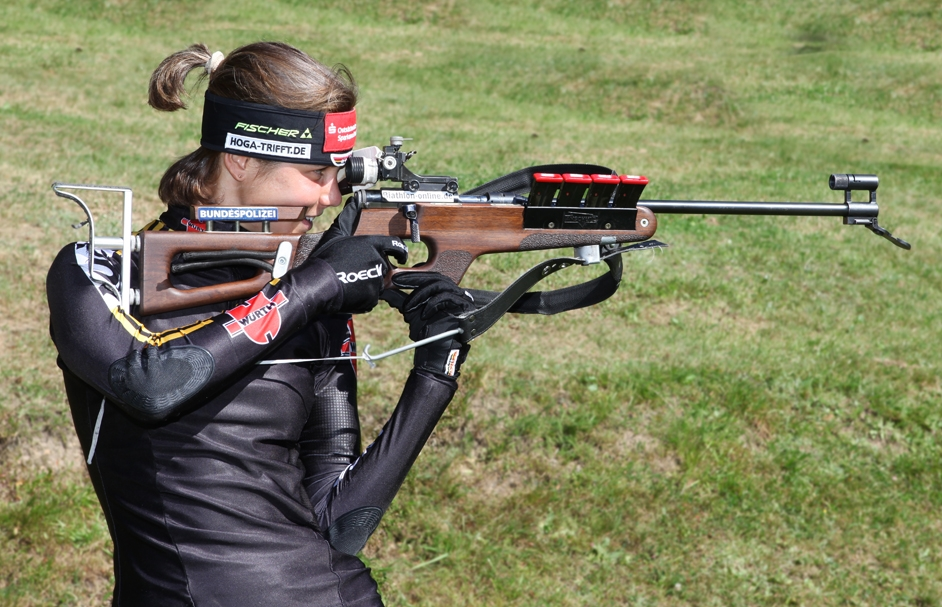
Stehender Anschlag mit Langwaffe beim Biathlonsport

Der Anschlag einer Waffe ist beim Schusswaffengebrauch die Körper- und Waffenhaltung, bei der ein Schütze einen Schuss aus einer Handfeuerwaffe abgibt oder die unmittelbar vorbereitende Haltung hierzu.

## Anschlagsarten

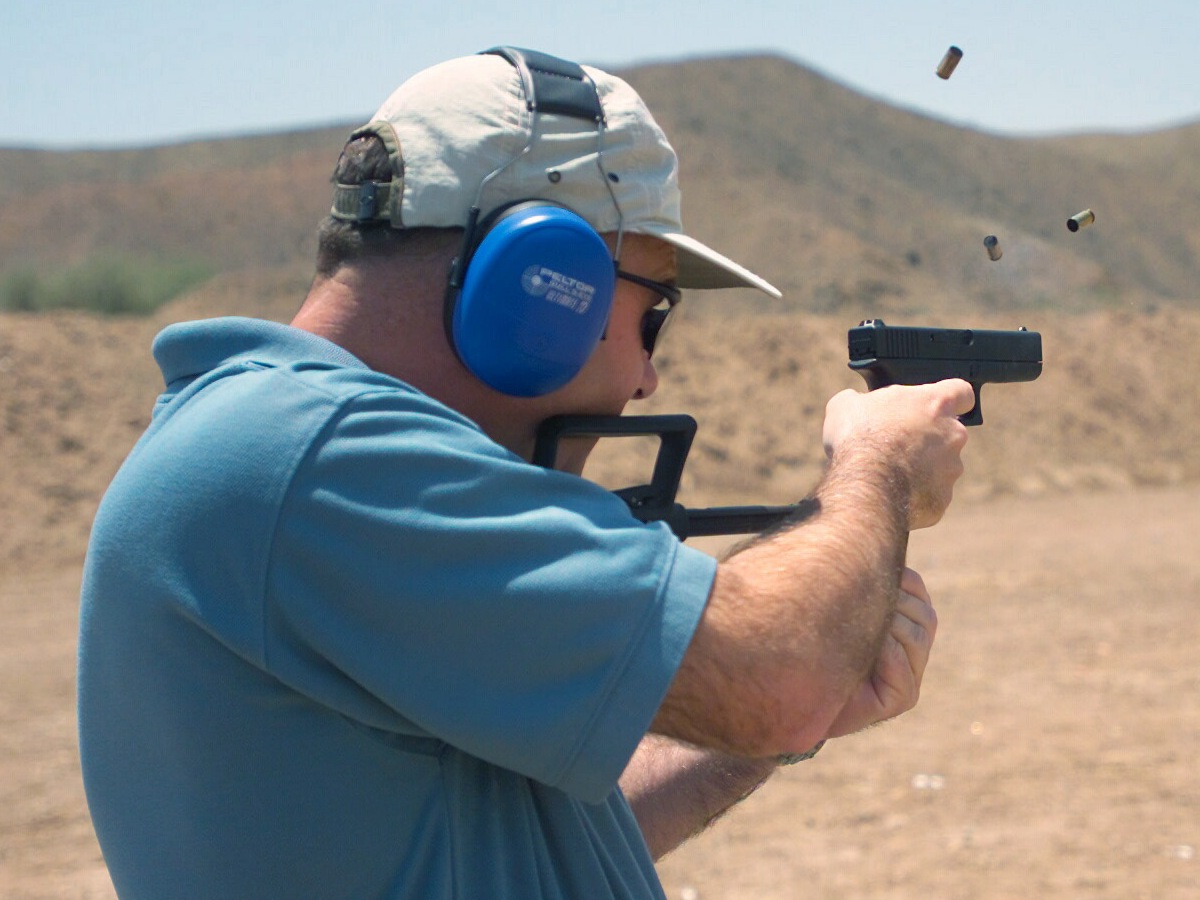
Glock 18 im Schulteranschlag mit Anschlagschaft

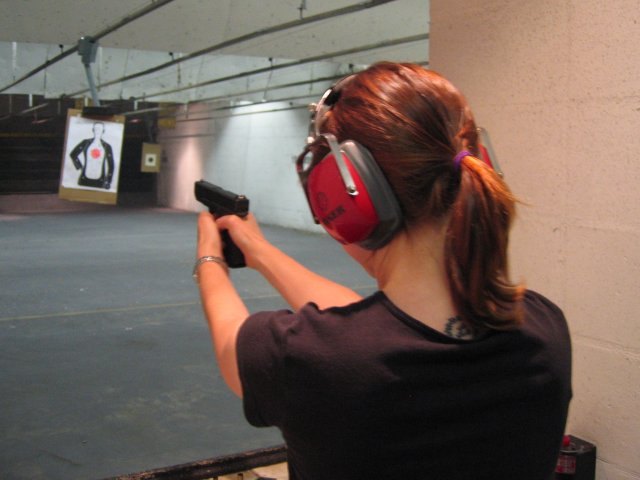
Isosceles-Anschlag (stehender, beidhändiger Anschlag mit parallel gestellten Füßen)

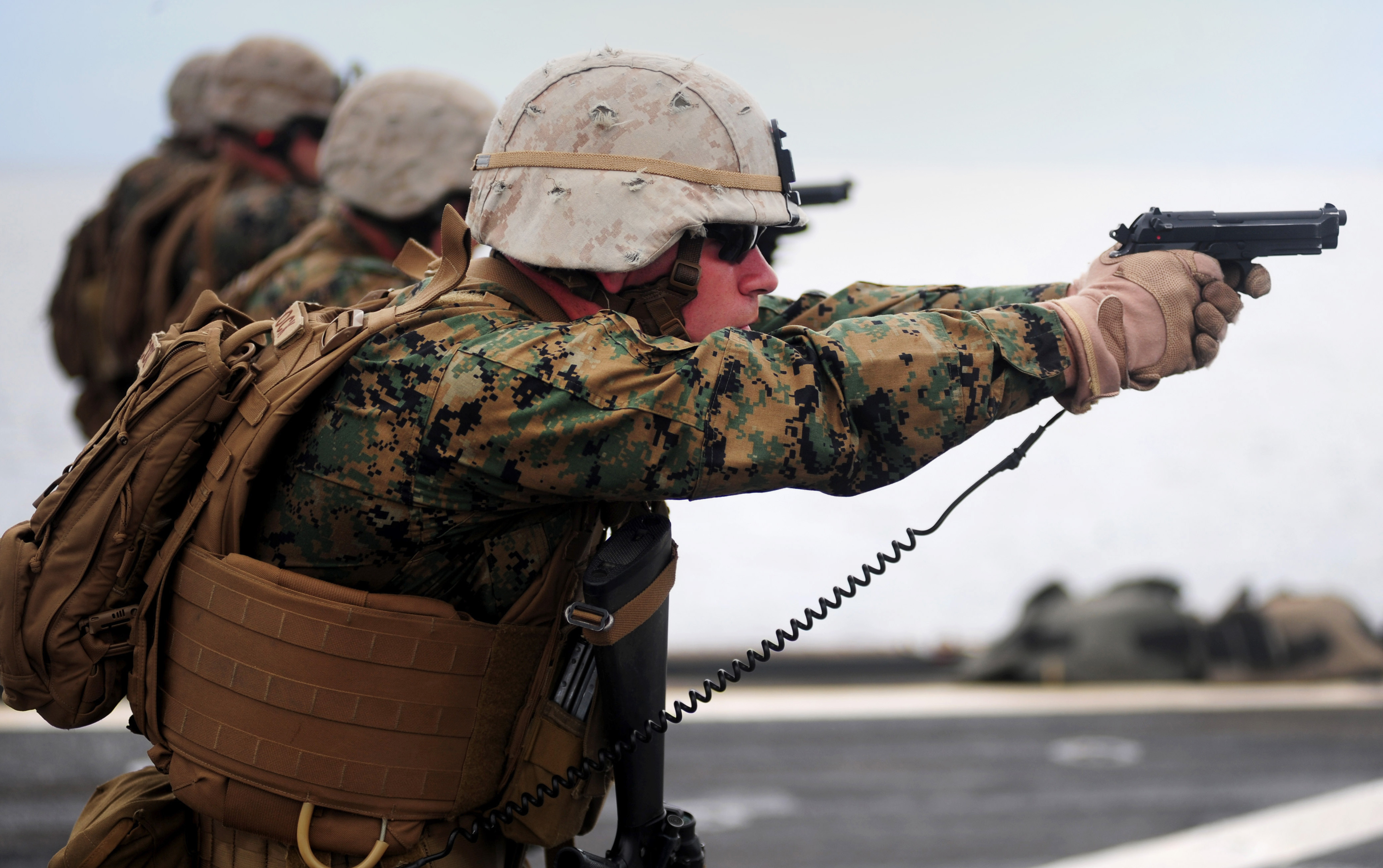
Die frontale Positionierung beim Isosceles-Anschlag verhindert das Eindringen von Projektilen in den Torso durch die Armdurchlässe

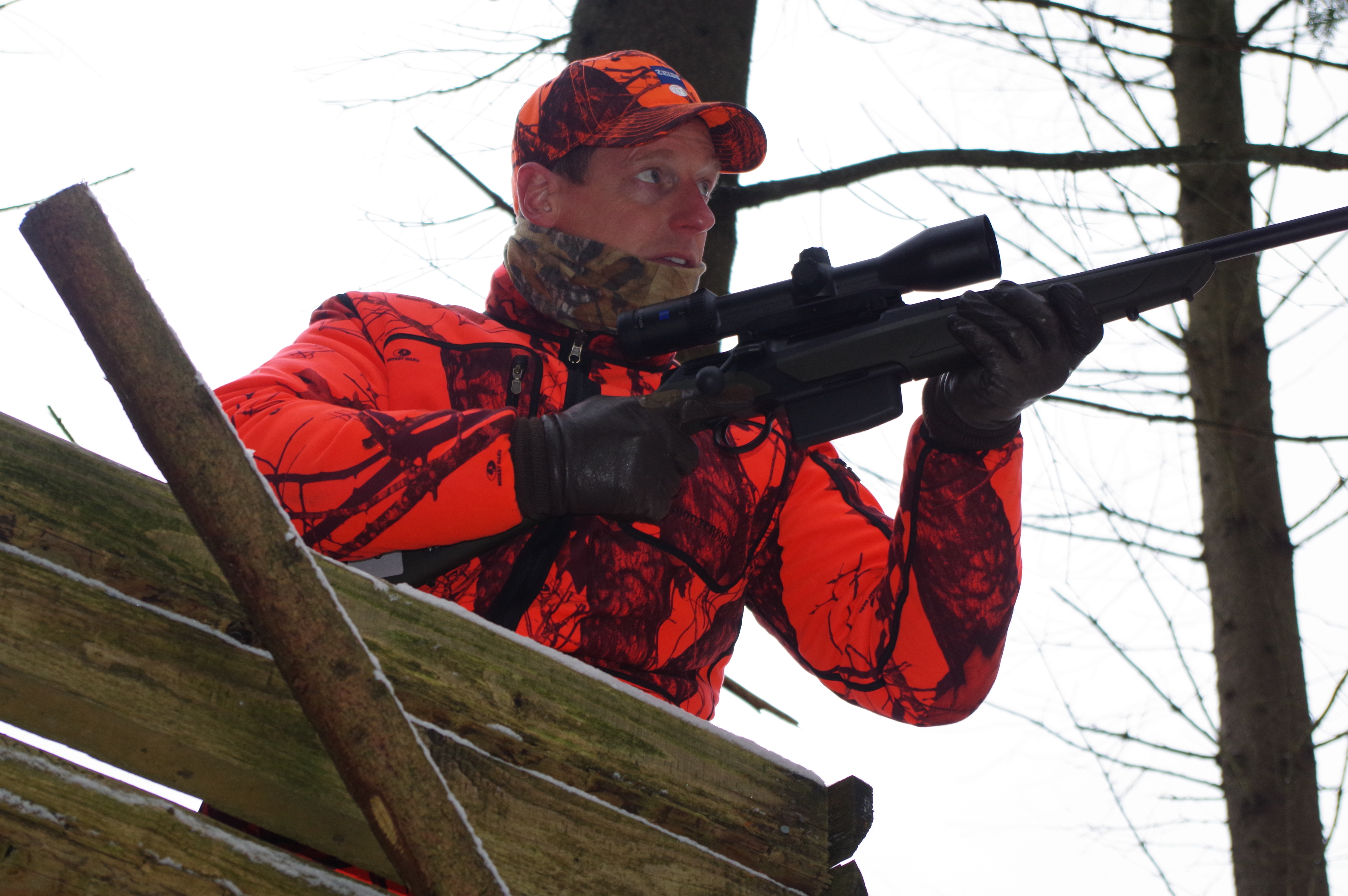
Langwaffe im Voranschlag

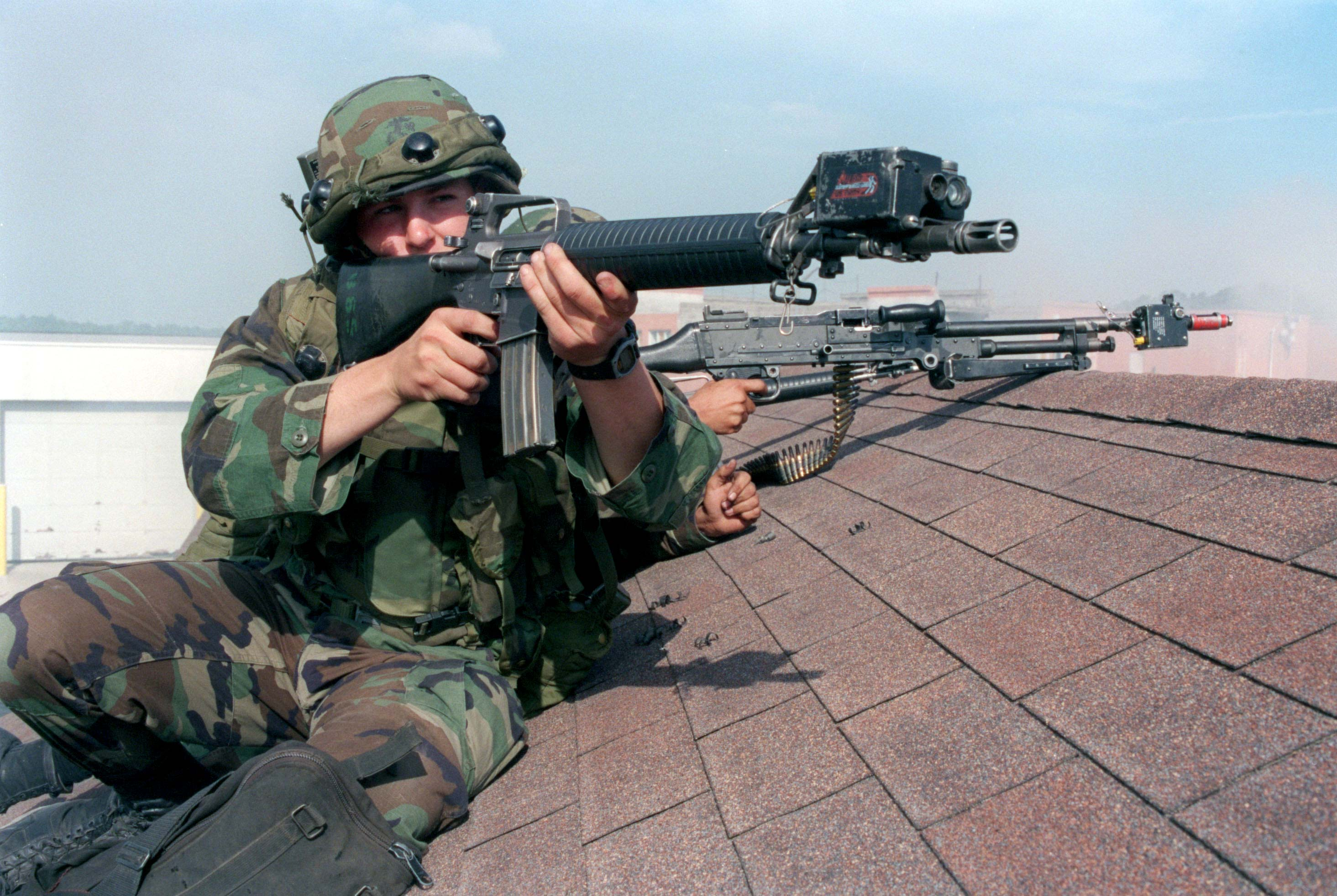
Sitzender Anschlag, beidhändig

Die Art des Anschlags hängt von den Gepflogenheiten des Schützen, dem Waffentyp und dem Grund der Schussabgabe ab.
Im Sport werden Faustfeuerwaffen (Pistole, Revolver) meist im Stehen geschossen. Sportpistolen (Luftdruckpistole, Kleinkaliberpistole) hält man dabei gemäß den Reglements der großen Sportverbände meist in einer Hand. Großkaliberpistolen werden in der Regel beidhändig geschossen. Bei verschiedenen Disziplinen ist aber auch das liegende, kniende, sitzende oder an eine Barrikade angelehnte Schießen üblich.
Gewehre werden im Sport meist im Knien oder Liegen geschossen. Eine Hand umfasst den Griff vor dem Abzug. Die zweite Hand ergreift die Waffe am Vorderschaft. Bei der Verwendung von Auflagen unterstützt sie den Hinterschaft an der Schulter oder unter dem Vorderschaft. Teilweise werden Gewehre auch im Stehen geschossen. Dabei wird oft ein sogenannter Handstopp und ein Schießriemen zur Stabilisierung verwendet.
Im polizeilichen Einsatz wird meist aus stehender Position geschossen. Hierbei wird jedoch versucht, eine Deckung zu benutzen. Seit einigen Jahren wird vermehrt geschult, einen beidhändigen Anschlag zu verwenden. Aus Gründen der Eigensicherung steht der Beamte nicht frontal zum Gegenüber, sondern seitlich; damit verringert er seine Trefferfläche fast auf die Hälfte, falls er angegriffen wird. Dieser Vorteil verkehrt sich aufgrund der in neuerer Zeit genutzten Schutzausstattung insofern zum Nachteil, als die Armdurchlässe einer beschusshemmenden Weste ungeschützt sind – deren Wirksamkeit bleibt nur bei weitestgehend frontaler Positionierung erhalten.
Im militärischen Bereich werden in der Regel Maschinenpistolen und automatische Gewehre benutzt. Hier gibt es oft Zusatzgriffe, um die Waffe zu stabilisieren.
Im jagdlichen Bereich gibt es prinzipiell vier Anschlagsarten, die nach den Vorschriften des Deutschen Jagdverbandes für jede Disziplin des jagdlichen Schießens festgelegt sind.

## Langwaffen

### Bereitschaftspositionen
- High Ready: Hohe Vorhalteposition. Mitte der Waffe (bei G36, M4 oder SIG 556 der Magazinschacht, das Magazin) auf Augenhöhe und Waffe angewinkelt (um 90 Grad nach rechts eingedreht), Mündung in Richtung Himmel und die Hand am Griffstück. Ideale Position um in der Bewegung nachzuladen, da die Koppel/Einsatzweste frei zugänglich ist. Dabei kann alles in der Bewegungsrichtung im Auge behalten werden.
- Low Ready: Tiefe Vorhalteposition. Waffe von Augenhöhe gerade tief genug senken, um die Hände des Gegners sehen zu können. Finger vom Abzug. Diese Position ist gut, um den/die Gegner in Schach zu halten und dennoch schnell und gezielt feuern zu können.
- Ready: Hohe Vorhalteposition. Beidhändiger Anschlag.
- Retention: Sicherungs- und Festhalteposition. Waffe an den Körper heranziehen und einwinkeln. Waffe berührt den Rippenbogen, zielt aber dennoch auf den Beckenbereich des Gegners.
- Sul: Sul (portugiesisch für Süden) Waffe körpernah sicher nach unten.

### Schießpositionen
- stehend freihändig – in den Schuss gelehnt, Oberkörper freischwingend. Anschlagart für schwere Kaliber, der Rückstoß wird durch den freischwingenden Oberkörper aufgefangen.
- stehend angestrichen – an einem Baum oder Schießstock.
- in der Bewegung – Schussabgabe, wenn für Rechtshänder der linke Fuß vorn ist. Oberkörper und Unterkörper agieren getrennt – „nur der Oberkörper schießt“, die Knie dienen als „Stoßdämpfer“.
- sitzend aufgelegt, selten freihändig – Anschießen einer Waffe, Schießen vom Hochsitz oder anderen jagdlichen Bauten.
- kniend freihändig – hinter einer Deckung hervor, im Schnellanschlag und auf Untergrund, auf dem man nicht liegen möchte. Auch kniend abgestützt – für Rechtshänder linke Armbeuge auf dem Knie abgestützt.
- im Schneidersitz sitzend – Waffe in der linken Armbeuge (Rechtshänder) aufgelegt.
- liegend – aufgelegt oder freihändig als stabile Schießposition.
- Rückenlage („Creedmore“-Anschlag) – ungebräuchlich, historische Anschlagsart, teilweise sportlich beim Silhouettenschießen mit der Pistole verwendet, – flach auf dem Rücken liegend, Beine angewinkelt aufgestellt, im beidhändigen Anschlag, Waffe an den Beinen angelegt, Füße stabilisieren die Waffe mit dem Gewehrriemen. Es besteht die Gefahr sich in die Füße zu schießen.

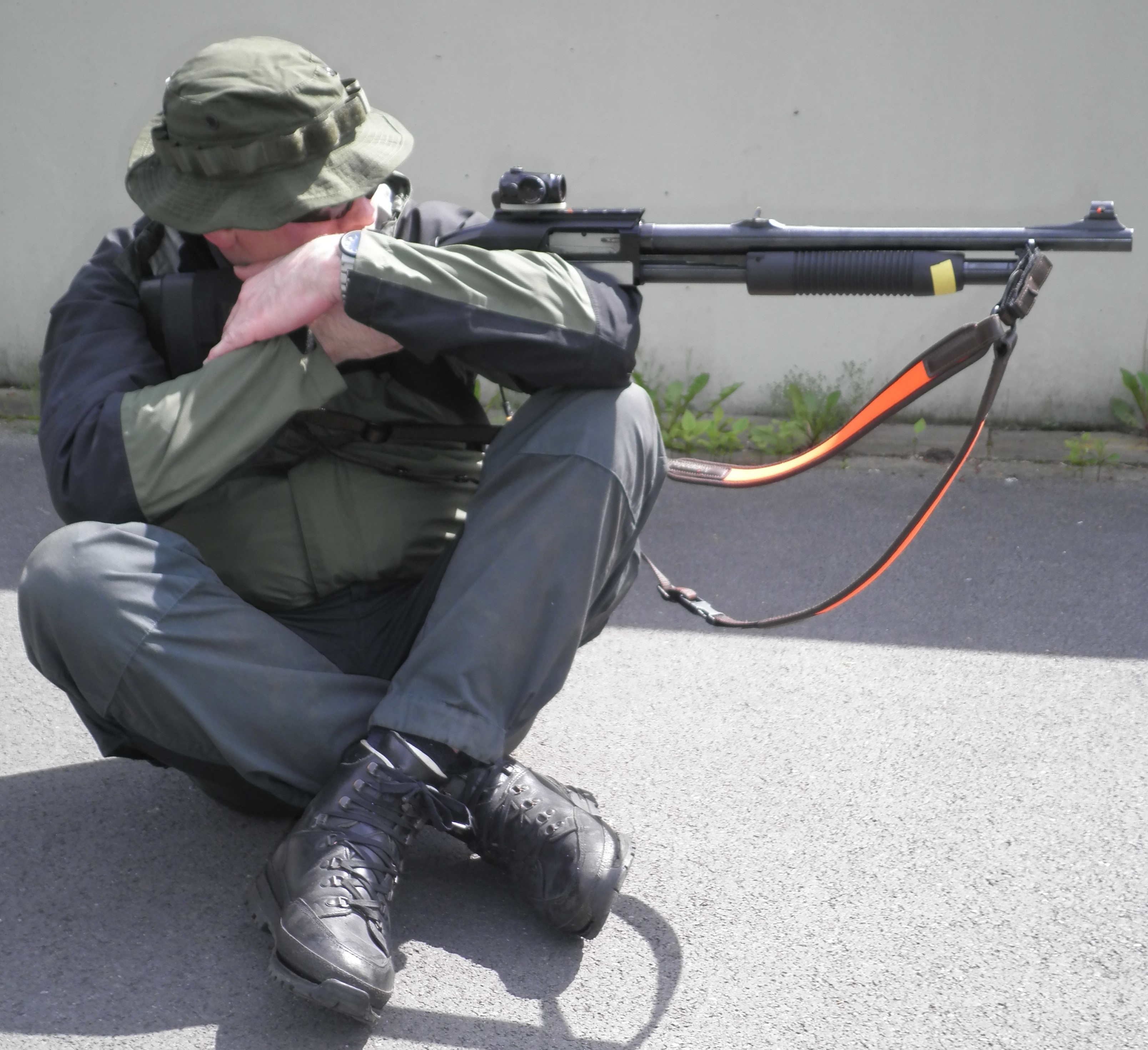
im Schneidersitz sitzend
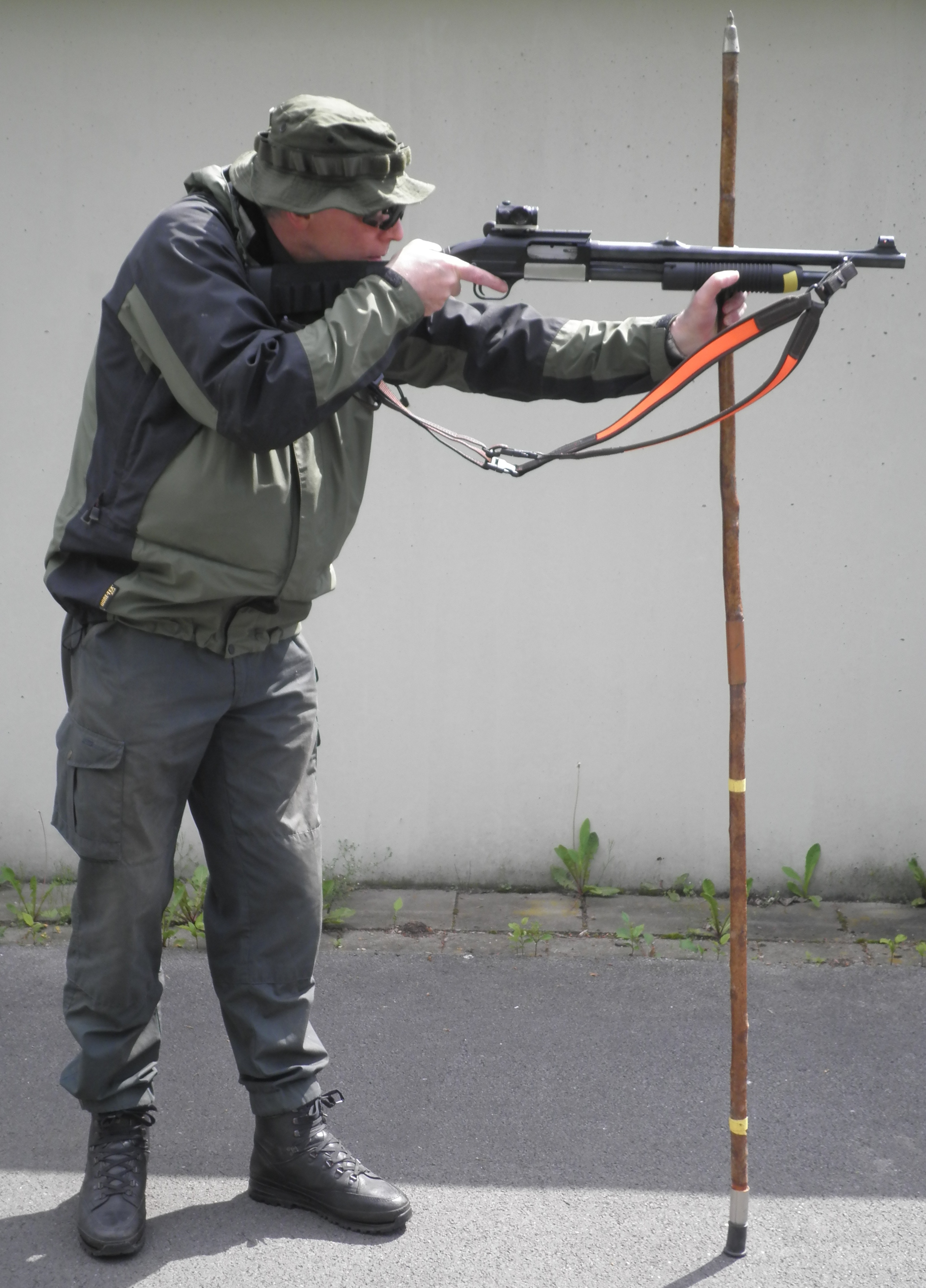
Anschlag stehend angestrichen
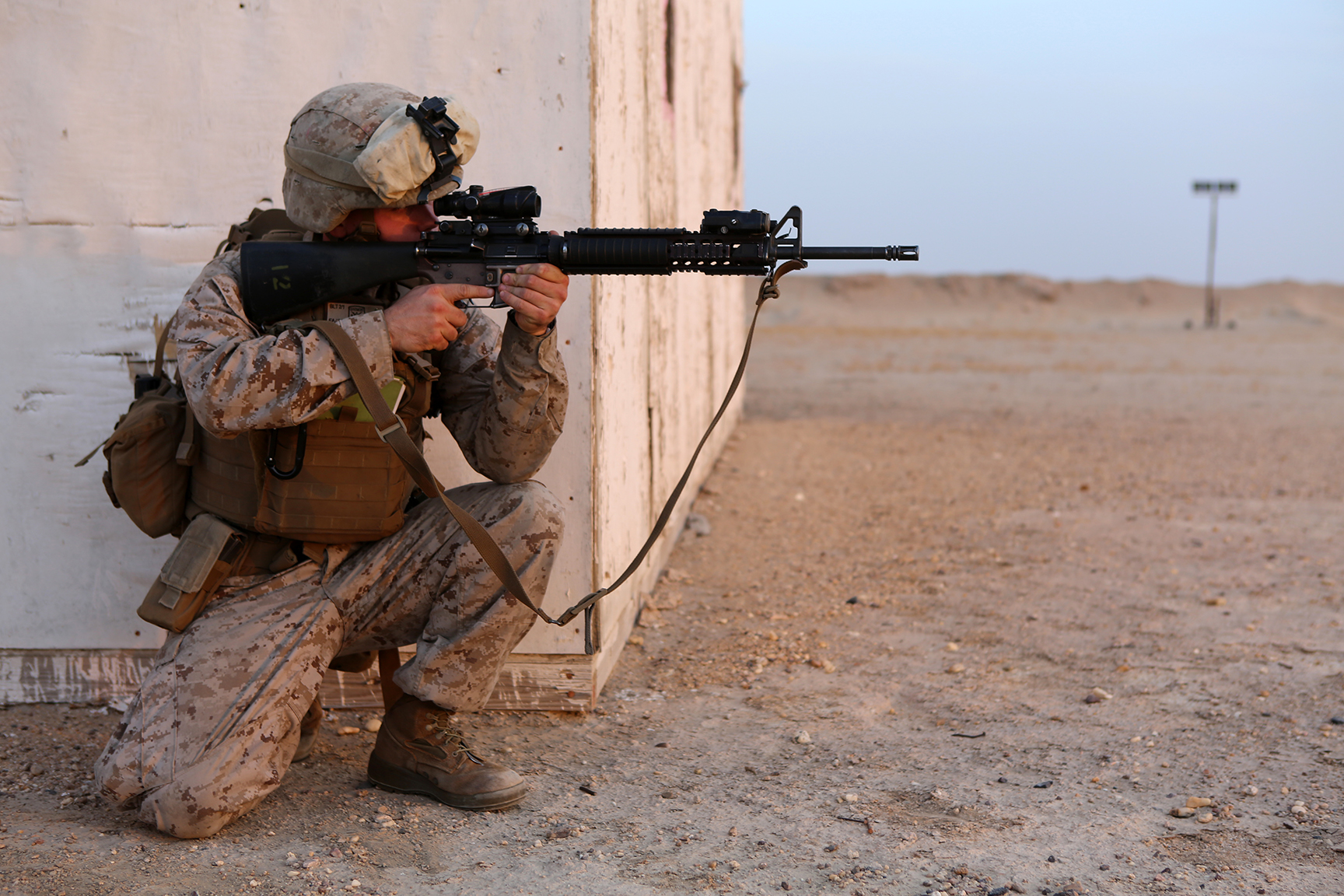
kniend abgestützt

### Trageweisen
Zu Fuß werden unterschiedliche Trageweisen angewandt, die alle als Führen bezeichnet werden. Dabei gibt es keinen Unterschied, ob geladen oder einsatzbereit. Abgesehen davon gilt, dass Einsatzbereitschaft erst unmittelbar vor dem Schuss hergestellt werden soll.
- umgehängt – Gewehrriemen kurz, zumeist über die rechte Schulter – militärische, aber auch jagdliche Trageweise
- über den Rücken – Gewehrriemen kurz über die rechte Schulter und Brust, Gewehr auf dem Rücken
- jagdliche Trageweise vorne – Gewehrriemen kurz, Rechtshänder umgekehrt über die rechte Schulter, Mündung nach oben
- jagdlich afrikanische Trageweise – Gewehrriemen lang, Rechtshänder über die linke Schulter, Mündung nach unten, Schaft nach hinten oben
- jagdlich geschultert (afrikanisch) – auf der rechten oder linken Schulter abgelegt, Hand hält den Gewehrlauf, Waffe umgekehrt abgelegt
- Jägertrageweise militärisch auch untergehängt – Gewehrriemen lang, Rechtshänder über die rechte Schulter, Waffe waagerecht, Mündung nach vorn, Hand am Griffstück, Bereitschaftshaltung für den Deutschuss
- Gebirgstrageweise – Gewehrriemen kurz, von links nach rechts vor der Brust, Trageweise bei großen Rucksäcken
- israelische Trageweise, auch military patrol, mit Drei-Punkt-Tragegurt – vor der Brust, Rechtshänder Schaft oben rechts am Koppeltragegestell befestigt oder Gewehrriemen lang über rechte Schulter und Rücken, Mündung nach unten links, sofortiger Anschlag möglich, Hand am Griffstück

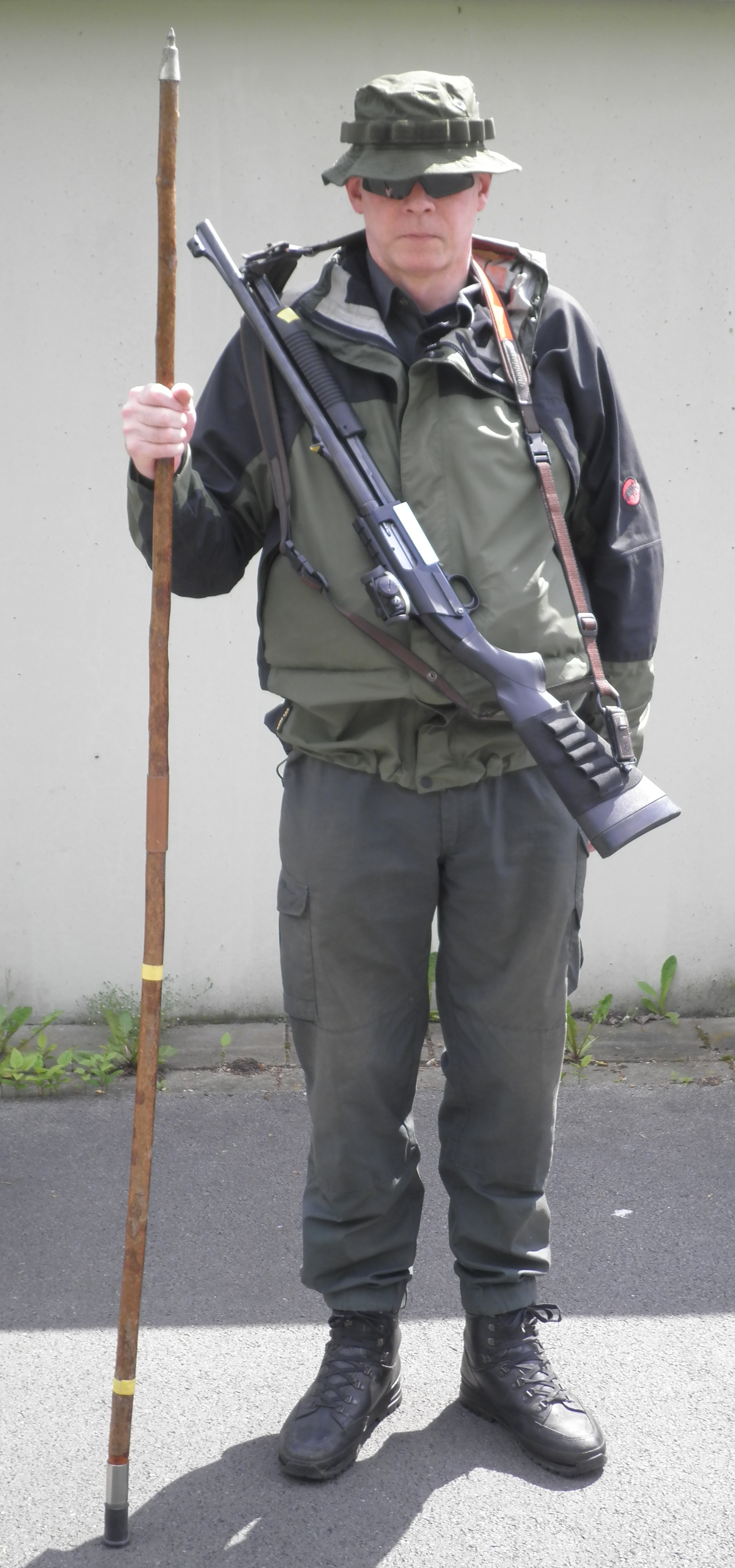
Gebirgstrageweise
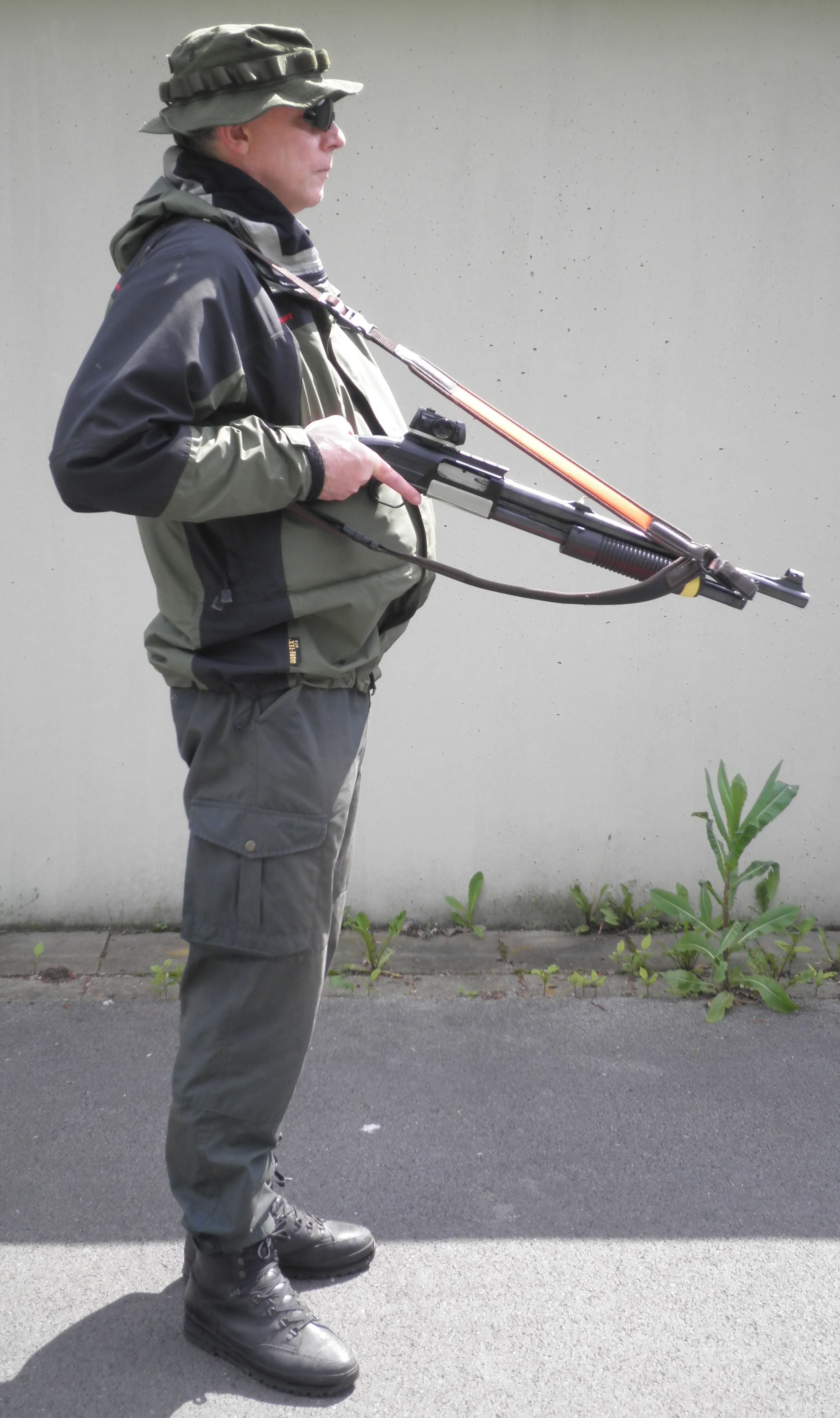
militärische Jägertrageweise
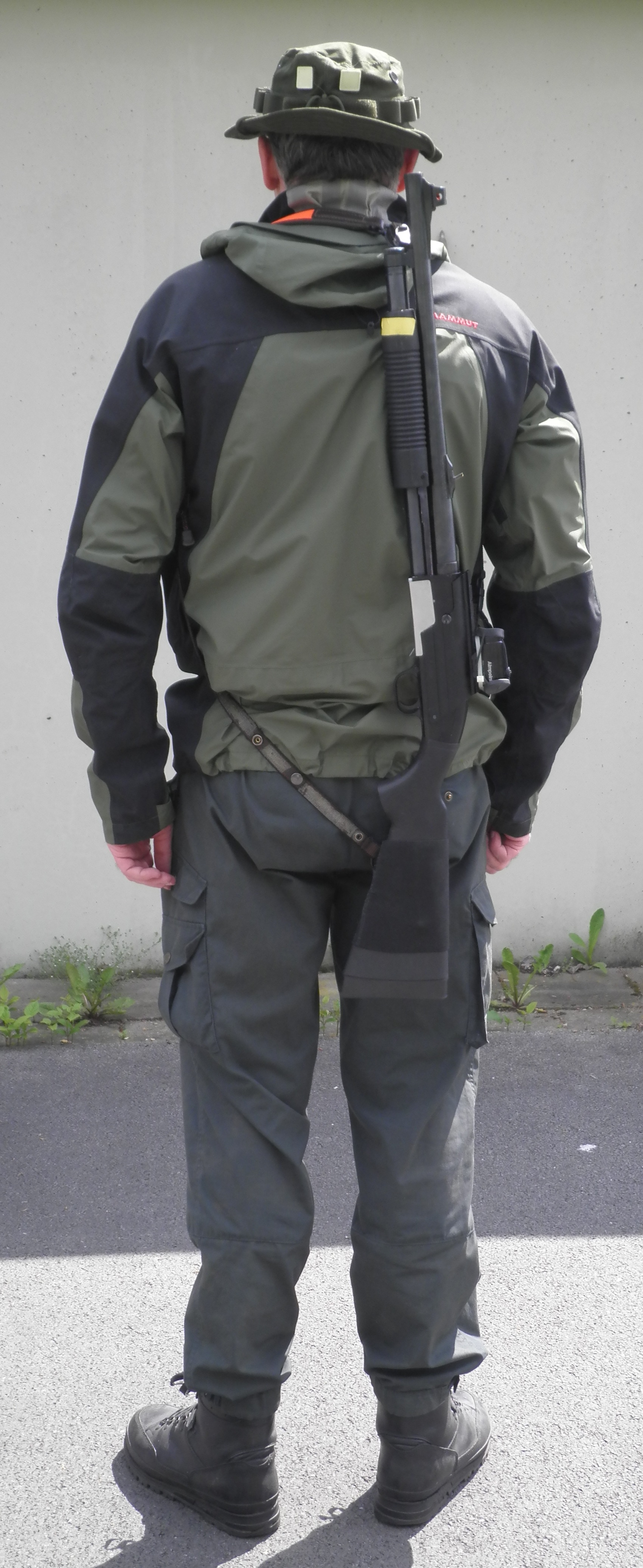
auf dem Rücken mit Biathlontrageriemen
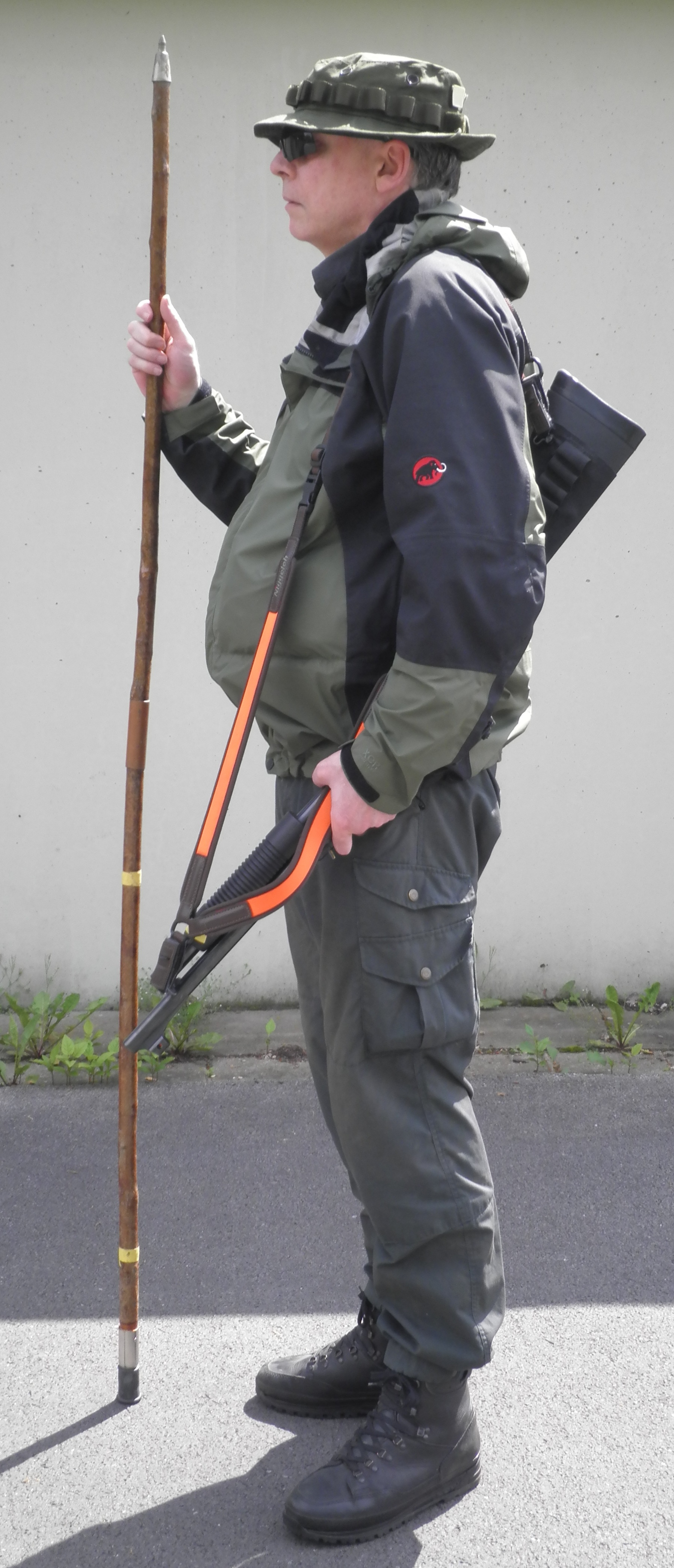
jagdliche Trageweise

## Kurzwaffen

### Bereitschaftspositionen
Es gibt mehrere Bereitschaftspositionen für Handfeuerwaffen. Dabei wird die Waffe entweder in Richtung Boden oder aber in Richtung Himmel/Decke gehalten.

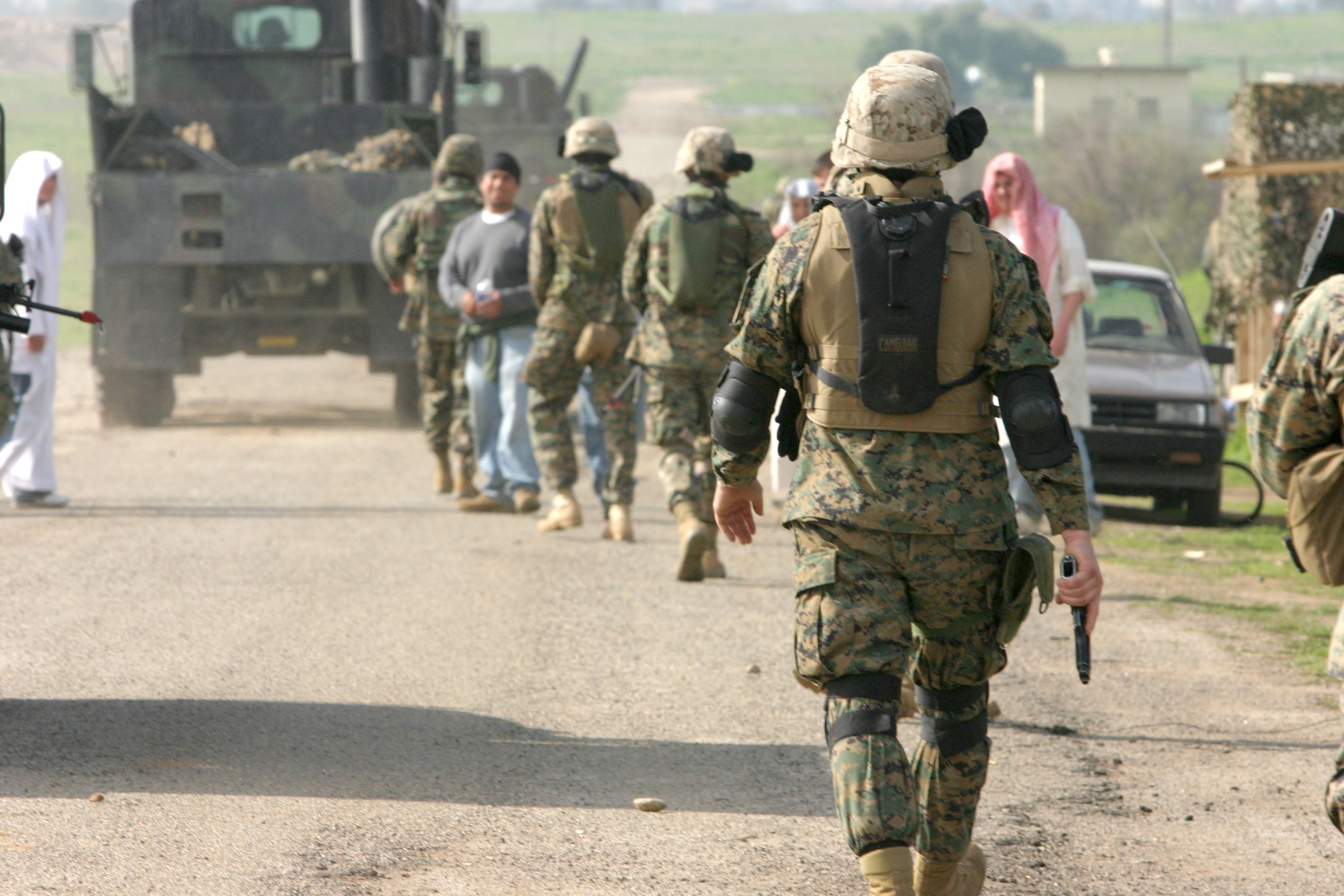
Waffe zeigt nach unten
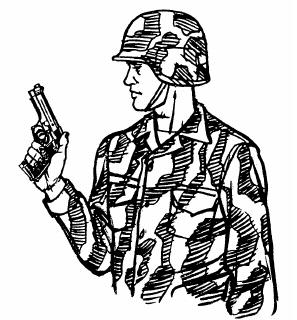
Waffe zeigt nach oben

### Schießpositionen Faustfeuerwaffe

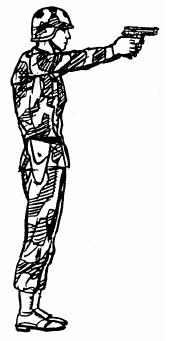
beidhändig stehend
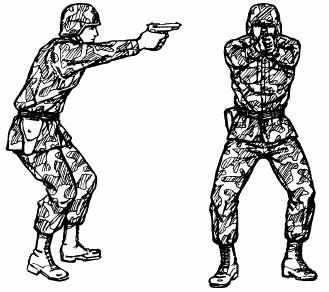
beidhändig geduckt
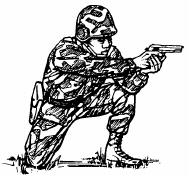
beidhändig kniend abgestützt
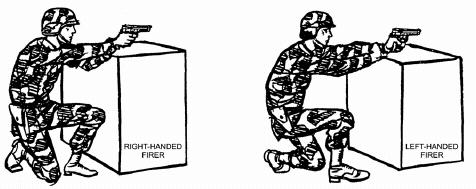
kniend mit Deckung aufgelegt
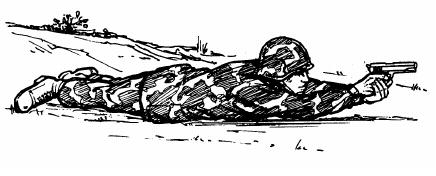
liegend, auch aufgelegt
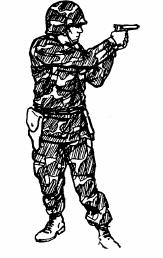
über die linke Schulter
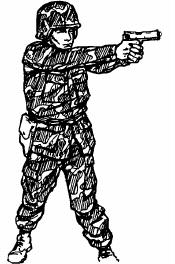
traversierend
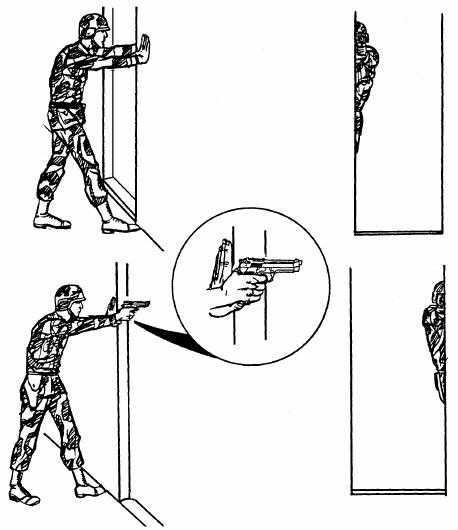
stehend mit Deckung angestrichen

#### FBI-Schuss
Das FBI propagierte in den 1970er-Jahren eine einhändige Anschlagsart, bei der die Pistole einhändig in Hüft- bis Brusthöhe gehalten wird. Der Waffenarm wird nicht unterstützt oder aufgelegt. Der andere Arm wird diagonal vor den Oberkörper gehalten, um bei Beschuss den Körperorganen einen zusätzlichen Schutz zu bieten.
Diese Anschlagsart kann nur auf kurze Distanzen bis maximal 15 m genutzt werden und ist nur im Nahbereichsgefecht anwendbar.
Sie wird nach heutigen Maßstäben der Umfeldgefährdung und verantwortlichen Handelns nicht mehr verwendet.

#### Center Axis Relock (C.A.R.)
C.A.R. ist eine spezielle Technik zum Gebrauch von Feuerwaffen. Diese zeichnet sich dadurch aus, dass die Pistole möglichst nah am Körper geführt wird, was folgende Zwecke hat
- Magazine können während einer Kampfsituation innerhalb von Sekunden gewechselt werden
- Man hat die Waffe besser im Griff, was es einem Gegner umso schwerer macht, sie einem aus der Hand zu schlagen oder zu treten

#### Hüftschuss mit aufgesetztem Ellenbogen
Für den schnellen Schuss auf kurze Distanzen (5 bis 10 m) werden die Beine leicht breitbeinig gestellt und etwas eingeknickt. Die Waffe wird in einer Hand gehalten. Der Ellenbogen wird auf dem Hüftknochen aufgesetzt. Der Oberkörper neigt sich zu der Seite in der die Waffe gehalten wird. In einer Variante, dem Yaqui-Anschlag, wird der Oberkörper außerdem noch etwas zurückgebogen.
Dadurch, dass der Arm auf dem Hüftknochen abgestützt wird, können auch großkalibrige Waffen gut unter Kontrolle gehalten werden. Die Waffe wird dabei so hoch gehalten, dass sie im unteren Sichtfeld des Schützen erscheint und damit auf das Ziel ausgerichtet werden kann. Beim Yaqui-Anschlag wird dieser Effekt noch verstärkt. Durch die Verschiebung des Oberkörpers befindet sich der Kopf direkt über der Visierachse der Waffe.
Diese Art des Anschlags wird kaum noch benutzt und ist ohnehin nur beim Combat-Schießen anwendbar.

## Fixierung der Waffe
Beim Anschlag ist wichtig, dass die Waffe nicht krampfhaft, aber auch nicht locker festgehalten wird.
Bei der sogenannten Freien Pistole wird die gesamte Hand vom Holzgriff umschlossen. Viele Sportpistolen verfügen über Formgriffe aus Holz, bei denen Fingermulden angedeutet sind und der Handballen durch eine verstellbare Auflage unterstützt wird.
Gebrauchswaffen haben meist Holz- oder Kunststoffgriffe. Diese sind oft mit einer rauen Oberfläche versehen, damit auch bei Feuchtigkeit (Wasser, Schweiß) ein sicherer Griff der Waffe gewährleistet ist.
Bei Magnum-Revolvern wird beispielsweise ein glatter Holzgriff verwendet, damit die Waffe sich in der Hand bewegen kann. Die auftretenden Kräfte bei der Schussabgabe führen bei einer zu festen Waffenhaltung (evtl. in Verbindung mit einem Gummigriff) schon nach wenigen Schüssen zu Hautabschürfungen.

## Waffenhaltung
Die Hand ist die Schnittstelle zwischen der Person und der Waffe. Alle Faktoren wie Zielen, Abzugskontrolle und Rückstoßkontrolle finden ultimativ an dieser Stelle statt.
Der richtige Griff an der Waffe, der Abzugsvorgang und das Verhalten nach der Schussabgabe sind die Schlüssel für gutes Schießen und Rückstoßkontrolle.

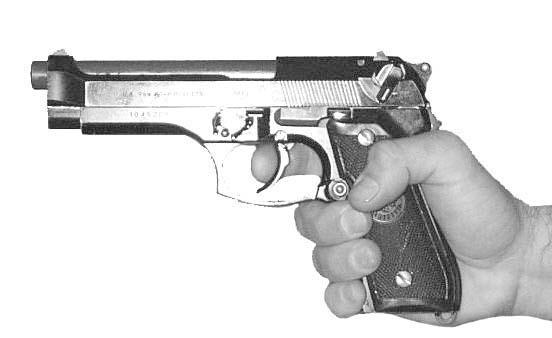
einhändiger Anschlag
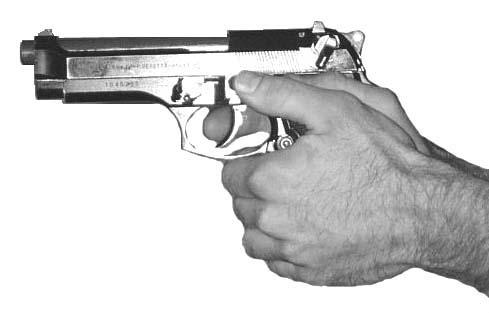
beidhändiger Anschlag
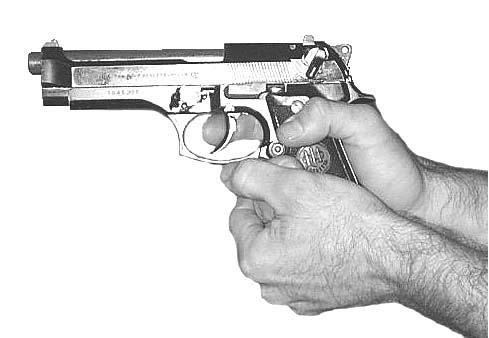
beidhändiger Anschlag, Hände untereinander
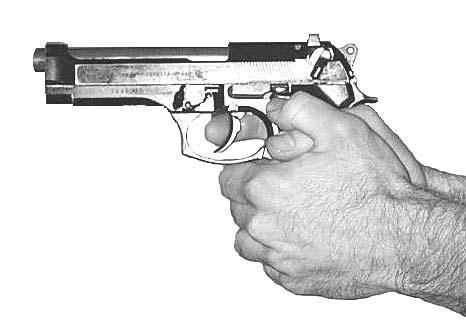
Weaver-Anschlag

Der Griff stabilisiert die Waffe gegen schlechte Abzugskontrolle und ist der ausschlaggebende Faktor für das Rückstoßmanagement.
Die beste Technik hilft nichts, wenn sie sich nicht für schnelle Schussfolgen eignet oder nicht stabil während Stress einsetzen lässt.
Man geht davon aus, dass sich der beidhändige Anschlag als Grundtechnik weitgehend durchgesetzt hat.
Die Waffe so hoch wie möglich greifen, relativ zur Laufseele. Dadurch reduziert sich der Hochschlag der Waffe maßgeblich. Während dies bei hoch bauenden Waffen wie SIG Sauer P22x oder Heckler & Koch USP schwierig ist, liegt die Laufseele bei niedrig bauenden Waffen wie Glock oder Steyr fast auf Höhe der Daumenbasis.
Die Finger sollten zusammenliegen, sich berühren und so hoch wie möglich Kontakt zum Griffstück haben.
Die schussschwache Hand ist etwa im Winkel von 30 bis 45 Grad nach unten abgewinkelt und hat, ebenfalls so hoch wie möglich, Kontakt zum Daumen der schussstarken Hand und umschließt die Front des Griffstücks und die Finger der schussstarken Hand.
Man sollte den schussstarken Daumen so hoch platzieren, dass der Daumen der schussschwachen Hand Platz und Kontakt hat.
Ganzflächiger Kontakt von beiden Händen und Waffe ist wichtig.
Manche Waffen haben einen angewinkelten oder aufgerauten Abzugsbügel, um einen Zeigefinger darauf ruhen zu lassen. Von wenigen Ausnahmen bezüglich der Handgröße und Waffenform abgesehen, handelt man sich dadurch nur Nachteile ein. Zum einen besteht dabei immer die Gefahr, dass man über den so abgestützten Zeigefinger beim Abziehen eine Kraft auf die Waffe ausübt, welche die Mündung aus der Zielrichtung schiebt. Zum anderen schwächt man dadurch den Einfluss der linken Hand auf die Rückstoßkontrolle.
Manche Schützen, speziell Schützen mit kleinen Händen, haben bei dieser hohen Handhaltung Schwierigkeiten, den Abzug zu erreichen. Da Abzugskontrolle einer der Schlüssel für gute Treffer ist und Abzugskontrolle das größere Problem darstellt als das Zielen und die Rückstoßkontrolle, ist es besser, mit dem Abzugsfinger zu beginnen und rückwärts zu arbeiten.
Die Platzierung des Abzugsfingers auf dem Abzug ist und war schon immer Grundlage endloser Diskussionen zwischen erfahrenen Schützen. Ob nun die Fingerspitze, der erste Ballen oder die erste Beuge benutzt wird, ist Geschmackssache. Es wird immer ein Abwägen zwischen mehr Gefühl und mehr Kraft sein. Schützen mit leichten Abzügen werden eher die Spitze benutzen, Schützen mit strengen Abzügen eher die Beuge. Was auch immer benutzt wird, sie sollten nur die Vorderseite des Abzuges berühren und idealerweise im Zentrum des Abzuges gleich bleibenden Druck ausüben können.
Beide Hände drücken die Waffe nach vorn. Dadurch wirkt man dem Rückstoß in gerader Linie entgegen. Rückstoß wird sich niemals ganz eliminieren lassen.
Es ist schwierig, schriftlich darzustellen, wie fest die Waffe zu halten ist. Zwei Drittel der Haltekraft kommen von der schussschwachen Hand, ein Drittel von der schussstarken Hand.
Fest, aber nicht verkrampft. Man erhöht den Druck, bis die Hände zu zittern beginnen, danach reduziert man den Druck, bis es sich komfortabel anfühlt.
Der gesamte Körper sollte gespannt, aber nicht verkrampft sein. Daneben ist – abhängig von der Rückstoßkraft – ein sicherer Stand am Boden bzw. eine stabile Position im Liegen notwendig. Damit vermeidet man die ungewollte Änderung der Anvisierung (Verreißen).

## Bedeutung
Sinn und Zweck ist die (sichere) situative Waffenführung, die einen problemlosen sofortigen Zugriff auf die Waffe ermöglicht und verhindert, dass eine andere Person auf die Kurzwaffe zugreifen kann. Anschlagarten werden insbesondere beim Einsatzverhalten der Polizei sowie beim Militär eingeübt und angewandt.
Trageweisen für Faustfeuerwaffen sind für Rechtshänder im Holster am Gürtel (auch als verdeckte Trageweise unter der Oberbekleidung) oder Tiefziehholster rechts am Oberschenkel, am Gürtel links vorne (insbesondere beim Führen einer Langwaffe), in Achselholstern links oder linke Brustseite (als verdeckte Trageweise).